# 韃靼騎兵團
鞑靼骑兵团是俄羅斯帝國陸軍高加索土著骑兵师的一个团，這些騎兵團的士兵主要是來自伊莉莎白波爾省和巴庫省的鞑靼人（阿塞拜疆族）和第比利斯省的博尔恰雷县。